# Verkaufsbücher
De Verkaufsbücher (‘verkoopboeken’ of ‘vastgoedboeken’) is een register waarin het grootste deel van het vastgoed dat tijdens de Tweede Wereldoorlog is onteigend en verkocht is geregistreerd. Het register bestaat uit 18 boeken, waarvan het eerste boek ontbreekt. De boeken worden bewaard door het Nationaal Archief.

## Onteigening
Naar aanleiding van Verordening 154/1941 werd op 16 augustus 1941 werd de ‘Niederländische Grundstücksverwaltung’ opgericht met als doel om Joods onroerend goed in Nederland te registreren en ariseren. Het beheer van het onroerend goed werd vervolgens uitbesteed aan Duitsgezinde derden, zogenaamde Verwalters. Het bezit kon worden “vervreemd, belast en verhuurd, dan wel onderworpen aan veranderingen in den eigendom of in het bezit.” In de praktijk betekende dit dat eigendommen werden onteigend en regelmatig, zonder toestemming van de oorspronkelijke eigenaar, werden verkocht. Deze verkopen werden geregistreerd in de Verkaufsbücher.

## Verkopen
In de Verkaufsbücher worden het adres, de oorspronkelijke eigenaar, de verkopende makelaar, de notaris, het verkoopbedrag en de koper vermeld. Daarnaast worden er bij transacties, indien gekend, ook de koopdatum en de overschrijfgegevens vermeld. In de Verkaufsbücher worden 7107 objecten vermeld die toebehoren aan 1891 individuele, meestal Joodse, eigenaren. De totale waarde van het verkochte vastgoed komt op 99.331.400 gulden. Omgerekend kwam dit in 2020 neer op ongeveer 580 miljoen euro.

### Eigenaren
De eigenaren van het vastgoed waren Joodse ondernemingen, Joodse private rechtspersonen en Joodse verenigingen, instellingen en stichtingen.

### Kopers
Kopers waren vaak particulieren die vastgoed kochten voor eigen gebruik of als beleggingsobject. Ook gemeentes kochten vastgoed. Zo kocht de gemeente Rotterdam in oktober 1944 een perceel in Vlaardingen aan van het A.N.B.O. (Algemeen Nederlandsch Beheer van Onroerende Goederen) ten behoeve van de volkshuisvesting. In Winterswijk kocht de gemeente in 1943 onder andere een synagoge en een naastgelegen school aan.
Een aantal namen komen vaak voor in de Verkaufsbücher. Zo kocht Emile Hermans zo'n 90 panden aan om deze vervolgens met winst weer door te verkopen. De Amsterdamse Theodorus Wolff wordt in de Verkaufsbücher 62 keer vermeld als koper. Veel van de kopers zijn zogenaamde ‘stromannen’ die de panden onder eigen naam kochten voor 75% van de waarde van beheerdersorganisaties zoals het A.N.B.O. en vervolgens voor de maximum doorverkochten om te verhullen dat de panden geroofd waren van Joodse eigenaren en zo veel mogelijk winst te maken. De betrokken makelaars ontvingen 2% van de koopsom.

### Makelaars en beheerdersorganisaties
Na de registratie van het vastgoed bij de Niederländische Grundstücksverwaltung werd het beheer en de verkoop uitbesteed aan makelaars of beheerdersorganisaties zoals het A.N.B.O. en Administratiekantoor Nobiscum. Bij de 7107 vermeldingen in de Verkaufsbücher wordt het A.N.B.O. 4198 genoemd als verkopende partij. A.N.B.O.-directeur Ben Claase van het bijkantoor in Arnhem wordt persoonlijk 456 keer vernoemd als verkopend makelaar. Administratiekantoor Nobicsum wordt 127 keer vermeld. De Amsterdamse makelaar Johannes Petrus Everout is als makelaar betrokken bij 1905 transacties.

### Notarissen
Om te verbloemen dat panden op korte tijd snel van eigenaar wisselden, was medewerking van notarissen noodzakelijk. In 2016 deed rechtshistoricus Raymund Schütz onderzoek naar de rol van notarissen in de Tweede Wereldoorlog en kwam erachter dat veel notarissen zich na de oorlog verschuilden achter ‘het principe van notariële lijdelijkheid’. Schütz legden zij hiermee de verantwoordelijkheid van het handelen bij de andere partij. Notarissen konden alleen in uitzonderingsgevallen hun medewerking weigeren, zij hielden zich enkel bezig met het vastleggen van de transacties. Enkele bekende notarissen die veelvuldig meewerkten aan de handel in geroofd Joods onroerend goed waren notaris E.J.M. de Kat, van wie het archief bij bouwwerkzaamheden in 2002 werd teruggevonden, A.A. Rambonnet, Amsterdamse notaris die samenwerkte met Everout en Hermans en 265 keer wordt vernoemd in de Verkaufsbücher en J.C.D. Roscam Abbing die samenwerkte met makelaar Claase.

## Digitalisering
In september 2018 kwam het idee om data van het Nationaal Archief te koppelen met Linked Open Data van het Kadaster. In een vierdaagse sessie in juli 2019 werd de informatie uit de Verkaufsbücher gelinkt aan de basisregistratie adressen en gebouwen (BAG) van het Kadaster. Op deze manier konden de onteigende objecten in kaart gebracht worden. Door de koppeling en digitalisering werd het gemakkelijker informatie te verzamelen over de transacties en betrokken partijen.
Daarnaast werd het mogelijk om de verkoopprijzen uit de Verkaufsbücher, rekening houdend met inflatie en deflatie, te vergelijken met WOZ-waarde uit 2018. Er zijn 30 gemeentes in kaart gebracht die samen 60% van de totale verkopen vormen. Hieruit kwam naar voren dat de panden in Amsterdam, de stad met het hoogst aantal verkochte panden (1777 stuks), voor gemiddeld 41% van de WOZ-waarde werden verkocht. Het gemiddelde percentage ligt op 35-40%. In totaal zijn er in 225 Nederlandse gemeentes huizen onteigend.

### Onderzoek Pointer
Naar aanleiding van de digitalisering deed onderzoeksjournalistiek platform Pointer in 2020 onderzoek naar de Verkaufsbücher en de verhalen hierachter. Op 27 mei 2020 werd de aflevering De Vastgoedboeken van de Duitse Bezetter uitgezonden over de Verkaufsbücher. In samenwerking met Follow The Money deed Pointer onderzoek naar de verkopen en winsten die werden gegenereerd met de verkoop van geroofd vastgoed. Hieruit kwam naar voren dat in de regio Amsterdam er voor bijna 5 miljoen gulden (omgerekend naar 2020: 29 miljoen euro) aan waardevermeerdering werd gecreëerd.
Naar aanleiding van het onderzoek schreef Pointer 222 Nederlandse gemeentes waar transacties hebben plaatsgevonden aan met de vraag of zij een compensatieregeling gaan treffen voor geïnde naheffingen. De gemeentes Amsterdam, Rotterdam en Den Haag werden niet benaderd, omdat zij reeds compensatieregelingen hebben getroffen of al bezig waren met het onderzoek hiernaar. Ruim 80% van de aangeschreven gemeentes gaf aan dat zij niet op de hoogte waren van de gebeurtenissen. In maart 2022 werd er in 99 gemeentes onderzoek gedaan naar de onteigening en was het onderzoek in 32 gemeentes afgerond. Pointer won voor dit onderzoek in 2021 een Tegel in de categorie ‘online’.
In 2025 werd gemeld dat er 218 gemeenten in de Verkaufsbücher voorkwamen, 167 gemeenten een onderzoek hadden ingesteld waarvan er 139 waren afgerond.